# Rood (kleur)
Rood is in het additieve kleursysteem een primaire kleur. In het subtractieve kleursysteem is het een secundaire kleur. Het is de complementaire kleur van  cyaan. Het is de tint met de krachtigste symboliek.
Rood licht bevindt zich aan het eind van het lichtspectrum dat nog door het menselijk oog kan worden gezien. De golflengte van rood licht bedraagt ongeveer 700 nanometer. Kleuren met nog lagere frequenties kunnen niet door mensen, maar wel door sommige dieren gezien worden, daaronder vallen vooral insecten. Deze kleuren worden infrarood genoemd.

## Kleurnuances
|                             |        |        |        |        |        |        |        |        |        |        |        |        |        |        |        |
| Van zwart naar rood:        |        |        |        |        |        |        |        |        |        |        |        |        |        |        |        |
|                             |        |        |        |        |        |        |        |        |        |        |        |        |        |        |        |
|                             |        |        |        |        |        |        |        |        |        |        |        |        |        |        |        |
| 000000                      | 110000 | 220000 | 330000 | 440000 | 550000 | 660000 | 770000 | 880000 | 990000 | AA0000 | BB0000 | CC0000 | DD0000 | EE0000 | FF0000 |
| Van wit via roze naar rood: |        |        |        |        |        |        |        |        |        |        |        |        |        |        |        |
|                             |        |        |        |        |        |        |        |        |        |        |        |        |        |        |        |
|                             |        |        |        |        |        |        |        |        |        |        |        |        |        |        |        |
| FFFFFF                      | FFEEEE | FFDDDD | FFCCCC | FFBB44 | FFAAAA | FF9999 | FF8888 | FF7777 | FF6666 | FF5555 | FF4444 | FF3333 | FF2222 | FF1111 | FF0000 |

Rood in variabele mate van verzadiging (horizontaal) en intensiteit (verticaal):

## Gebruik en gevoelswaarde

### Negatief en positief

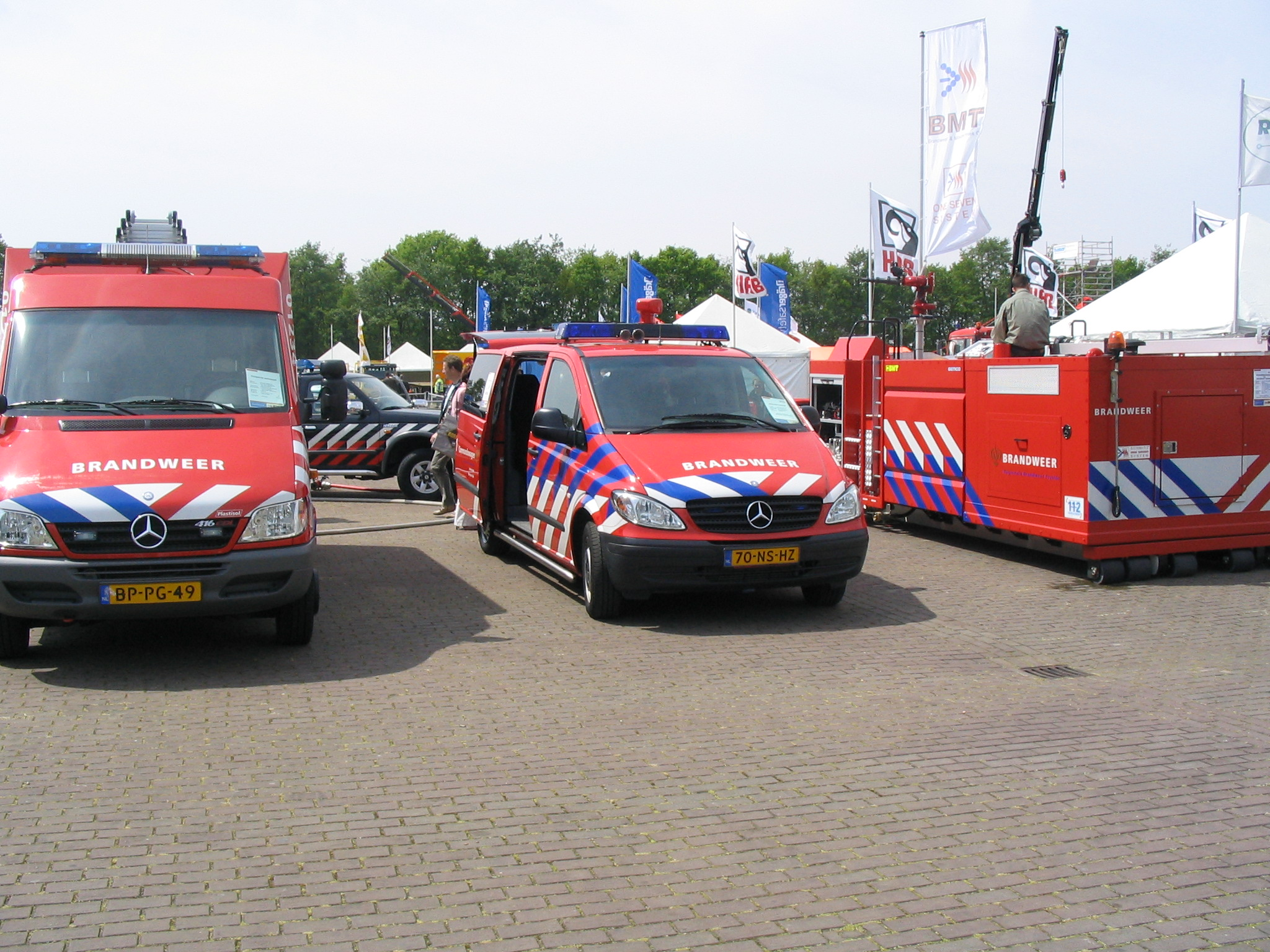
Rood is over het algemeen de kleur van brandweervoertuigen.

Rood is een kleur die snel de aandacht trekt en in het westen gezien wordt als zowel een teken van gevaar als van liefde.
Zo is een rode lijst dan ook een opsomming van mensen, dieren e.d. waar gevaar aan verbonden is. Daarom wordt rood veel gebruikt als signaalkleur in verkeerslichten en seinen. Een buiten de politiek gehanteerde rode vlag duidt op gevaar, en de term staat in de zakenwereld (en daarbuiten) symbolisch voor elementen van risico of gevaar. Deze betekenis komt wellicht ook doordat bloed een rode kleur heeft; (de kleur van) bloed wordt door mens en dier instinctief verbonden met gevaar. Symbolische betekenissen van rood hangen hiermee samen, het is de kleur van de woede. Rood wordt ook geassocieerd met de oorlogsgod Mars, vandaar ook waarschijnlijk dat de rode planeet Mars juist aan deze god is gewijd. Bloed, maar ook vuur kan hieraan ten grondslag liggen. Niet voor niets is rood ook de kleur van brandweer en brandpreventie.
In de associatie met het bloed en het hart zit meteen de positieve keerzijde, namelijk die met liefde en verbondenheid.
Het rode hart is daarvan het beeldmerk. Rood is in het westen ook de kleur van seksualiteit en prostitutie. Een prostitutiegebied wordt aangeduid met rosse buurt of red-light district, waarmee wordt bedoeld dat hier een rode gloed van lichten aanwezig is.
In het oosten heerst over de kleur rood vooral een zeer positieve connotatie. Zo staat het in China voor onder andere feestelijkheid, hartstocht, welvaart, geluk, liefde, populariteit en macht. De kwaliteit van een Chinees restaurant wordt aangeduid met het aantal rode lampionnen. Vrouwen trouwen traditioneel gekleed in rood (wit is er de kleur van de rouw, hoewel meer in meer in navolging van het westen ook in wit wordt getrouwd). Op deuren en wanden prijken in China vaak rode wandversieringen, en koppels slapen vaak onder een rode deken. In tegenstelling tot het westen is in China aan erotiek de kleur geel verbonden.
Ook in het westen is de kleur rood wel verbonden aan vreugde, weelde, adel en elite. Te denken valt aan het gebruik van de rode loper bij officiële aangelegenheden, herdenkingen en feesten.

### Politiek

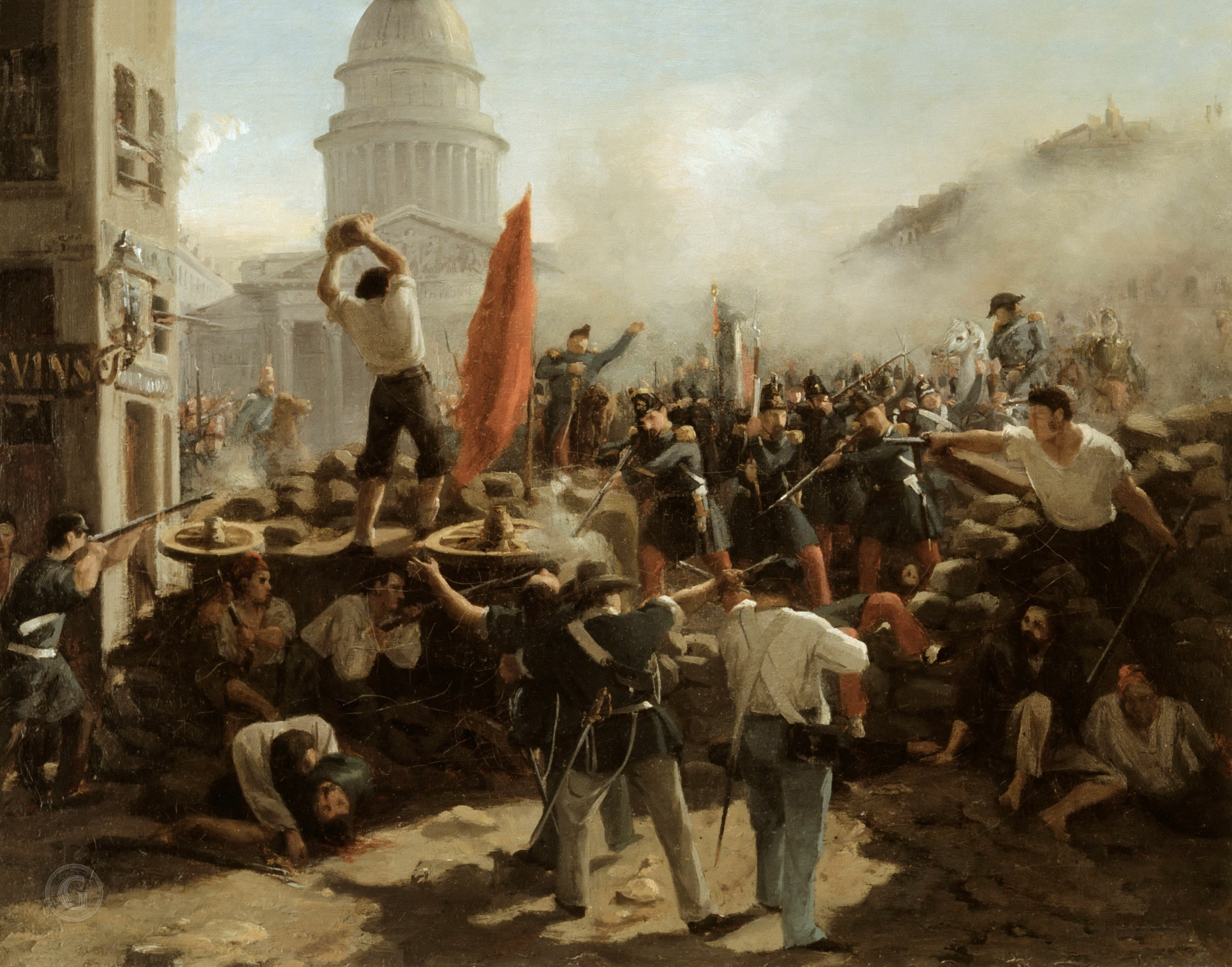
Revolutionairen met rode vlag, Parijs, 1848, door Emile Jean Horace Vernet.

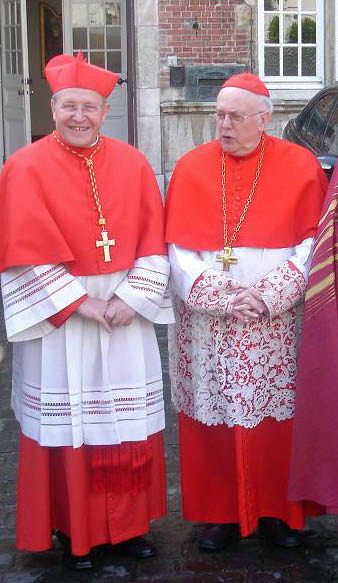
Kardinalen dragen rode koorkledij.

In de politiek, waarschijnlijk al vanaf de Franse Revolutie wordt rood gebruikt als kleur van de revolutionaire, linkse en in het algemeen radicale groepen. In Rusland werd tijdens de burgeroorlog bijvoorbeeld gevochten tussen de roden en de witten. Op grond hiervan heette Rusland tijdens de Koude Oorlog ook wel het rode gevaar. In Latijns-Amerika geldt rood in de traditie van de Franse Revolutie nog altijd als de kleur van het liberalisme. In China speelt de kleur rood al millennialang een zeer belangrijke rol, in zowel het Chinese keizerrijk als de maoïstische Volksrepubliek China. Zie bijvoorbeeld het Rode Boekje. De vlaggen van communistische landen zijn vaak rood. China werd echter als het gele gevaar afgeschilderd, gezien de huidskleur en als onderscheid met rode gevaar vanuit de Sovjet-Unie.
In iets zwakkere vorm is rood de symbolische kleur van het socialisme in al zijn varianten, en daardoor ook van de sociaaldemocratische partijen als Vooruit en de PvdA, en van democratisch-socialistische als de SP:
- Het ledenblad van de PvdA heet Rood.
- De jongerenorganisatie van de SP heette ROOD, jong in de SP, sinds 2021 als zelfstandige organisatie ROOD, Socialistische Jongeren.
- Binnen de sp.a bestaat een linkse tendens genaamd sp.a rood.

Opvallend is dat in de Verenigde Staten de kleur rood juist wordt gebruikt voor de conservatieve Republikeinse Partij. Hetzelfde geldt voor Paraguay, waar de conservatieve Colorados de kleur rood, en de wat vooruitstrevender Liberales de kleur blauw hanteren.

### Financiën
In een boekhouding worden rode kleuren gebruikt voor negatieve getallen, ofwel schulden. Bij een negatief eigen vermogen of grote verliezen zegt men ook wel dat de onderneming ‘diep in het rood duikt’. Een onderneming die rode cijfers schrijft, maakt verlies, terwijl zwarte cijfers staan voor winst. Als iemand een schuld heeft aan zijn bank, wordt dit ‘rood staan’ genoemd.

### Religie
In de katholieke kerk is rood de liturgische kleur van de misgewaden in de pinkstertijd, verwijzend naar de vurige tongen. Ook wordt de kleur gebruikt op feesten van martelaren en op Goede Vrijdag. De rode kleur geeft bovendien een waarde aan het ambt. Zo mogen (alleen) kardinalen het kardinaalrood (of scharlakenrood) dragen. Dit geeft hun bereidheid aan om hun eigen bloed te offeren voor de kerk.
Rood is ook de kleur van de liefde. Op Valentijnsdag zijn dan ook vele rode harten te koop.
Moslims verven hun handen op bepaalde feesten rood met behulp van henna.

### Beeldende kunst
In de schilderkunst wordt rood ook gebruikt als een aandachtstrekker. De kleur komt door het kleurperspectief in een schilderij naar voren ten opzichte van meer neutrale kleuren.
Voor het gebruik van rood worden verschillende pigmenten gebruikt. Een aantal voorbeelden daarvan zijn:

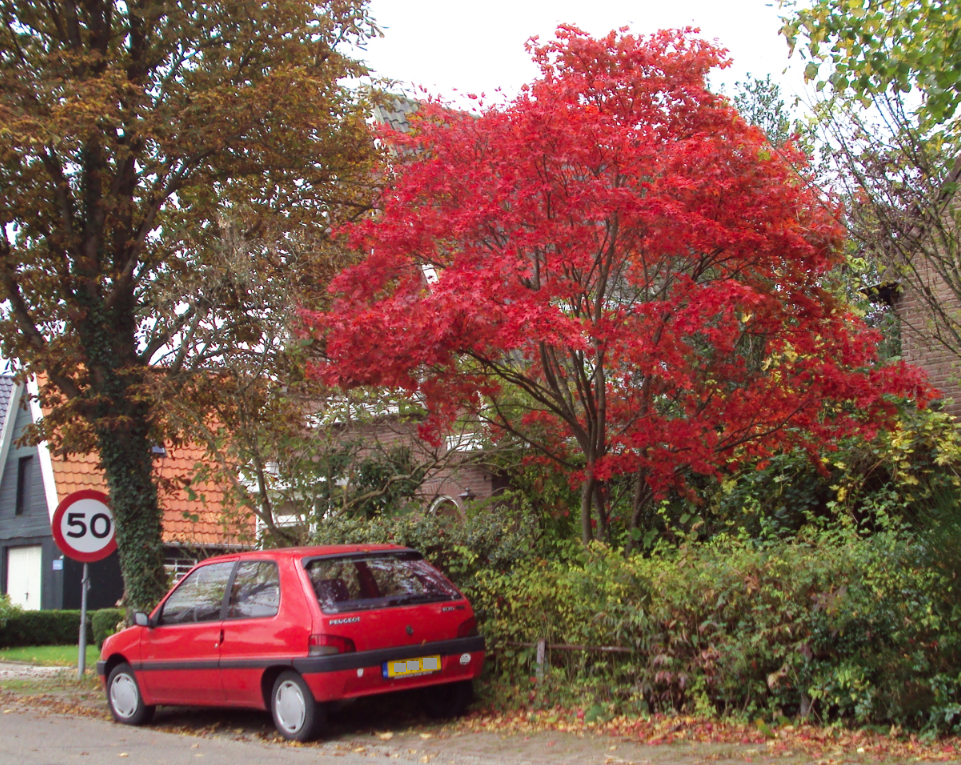
Schakeringen van rode kleur in de natuur en op producten.

### Varia
- Als een taal namen voor kleuren heeft, is daaronder altijd een naam voor rood.
- De ziekte rubella heet in de volksmond rodehond.
- In de kleurcodering voor elektronica staat rood voor het cijfer 2.
- De rode planeet Mars en de rode vlek op de planeet Jupiter tonen in werkelijkheid schakeringen van de kleuren beige, bistré, sepia, oranje, en licht koperrood. Het is zelden rood in de zuiverste vorm.
- De meest roodkleurige sterren (koele koolstofsterren) zoals de ster R Leporis (Hind's Crimson Star) in het sterrenbeeld Haas, tonen een schakering van diep oranjerood, te vergelijken met het oranjerode licht van het gloeien van een sigaret.
- De rode straal of rode flits is het tegenovergestelde van de groene flits, als de onderrand van de laagstaande zon nog net onder de scherpbegrensde rand van een wolkendek te zien is, en opvallend roodkleurig is.
- Als men de hoofdkleuren blauw, groen, en rood, afkomstig van drie gerichte ledlampjes afwisselend geprojecteerd ziet op een witte muur, ziet men algauw dat de rode projectie helemaal niet zo lichtkrachtig lijkt als de blauwe en groene projecties. Dit verschijnsel heeft te maken met het purkinje-effect.
- Het geprojecteerde rode lichtpunt op een witte muur afkomstig van een laserpen gaat vergezeld van een stelsel van boogvormige structuren die zich links en rechts van het rode punt vertonen. Dit entoptische verschijnsel staat bekend als de blauwe bogen.
- Tijdens de missie van Apollo 9 om de maanlander Spider te testen, in omloop rond de aarde, droegen de astronauten David Scott en Russell Schweickart tijdens hun ruimtewandelingen knalrode helmen. Dit zou de eerste en enige Apollomissie worden waarbij dit type helmen werden gedragen. Vanaf Apollo 14 tot en met Apollo 17 droegen de commandanten brede rode strepen op hun witte maanpakken. Dit moest voorkomen dat er tijdens de televisie uitzendingen en het achteraf bekijken van de Hasselbladfoto's verwarring kon ontstaan. De maanlanderpiloten droegen witte maanpakken zonder markeringen.